# 晋绥军区高级军事会议高家沟旧址
晋绥军区高级军事会议高家沟旧址，位于山西省吕梁市离石区交口街道高家沟村，已列为山西省文物保护单位。

## 保护
2021年8月4日，晋绥军区高级军事会议高家沟旧址由山西省人民政府公布为第六批山西省文物保护单位，编号6-301。